# Basis Scott
Basis Scott is Nieuw-Zeelands belangrijkste poolstation op Antarctica. Het is gesitueerd op het eiland Ross, aan de voet van de Erebusberg in de Ross Dependency. De basis is vernoemd naar kapitein Robert Falcon Scott, Royal Navy, leider van twee Britse expedities naar het Ross zee gebied bij Antarctica. In eerste instantie opgezet als ondersteuning bij veldonderzoek en als onderzoekscentrum voor Aardwetenschappen, werd het later voor meerdere doeleinden gebruikt.
Tegenwoordig bestaat de basis uit een verzameling lime-groene gebouwen, welke onderling verbonden zijn door middel van weersbestendige gangen. Deze gebouwen bieden onderdak aan 85 personen in de zomer, of met een minimale bezetting tussen de 10 en 14 personen in de winter.
De basis wordt, samen met nog enkele andere bases, onderhouden door Antarctica New Zealand.
De typische Antarctische weercondities zijn ook op deze basis van toepassing, met een minimumtemperatuur van -45°C (-49°F) en maximumtemperaturen in de zomer net boven het vriespunt.
De basis staat bloot aan de krachtige Zuidelijke sneeuwstormen, alhoewel het net iets minder waait dan bij Station McMurdo. Maximum windsnelheden gemeten in Basis Scott, waren windvlagen tot 185 km/u en tijdens sneeuwstormcondities 95-115 km/u.